# Patrik Flodin

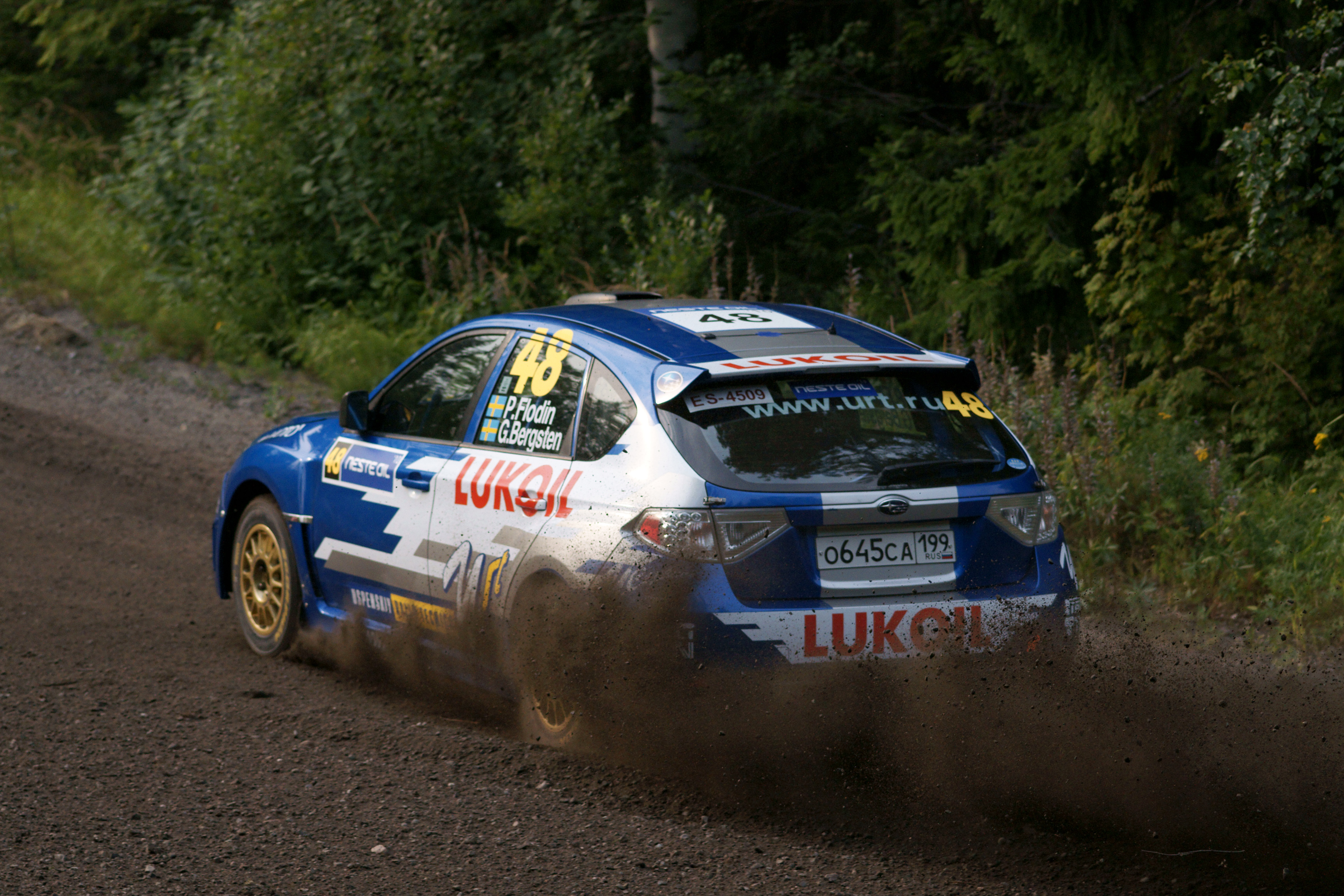
Flodin i Rally Finland 2010.

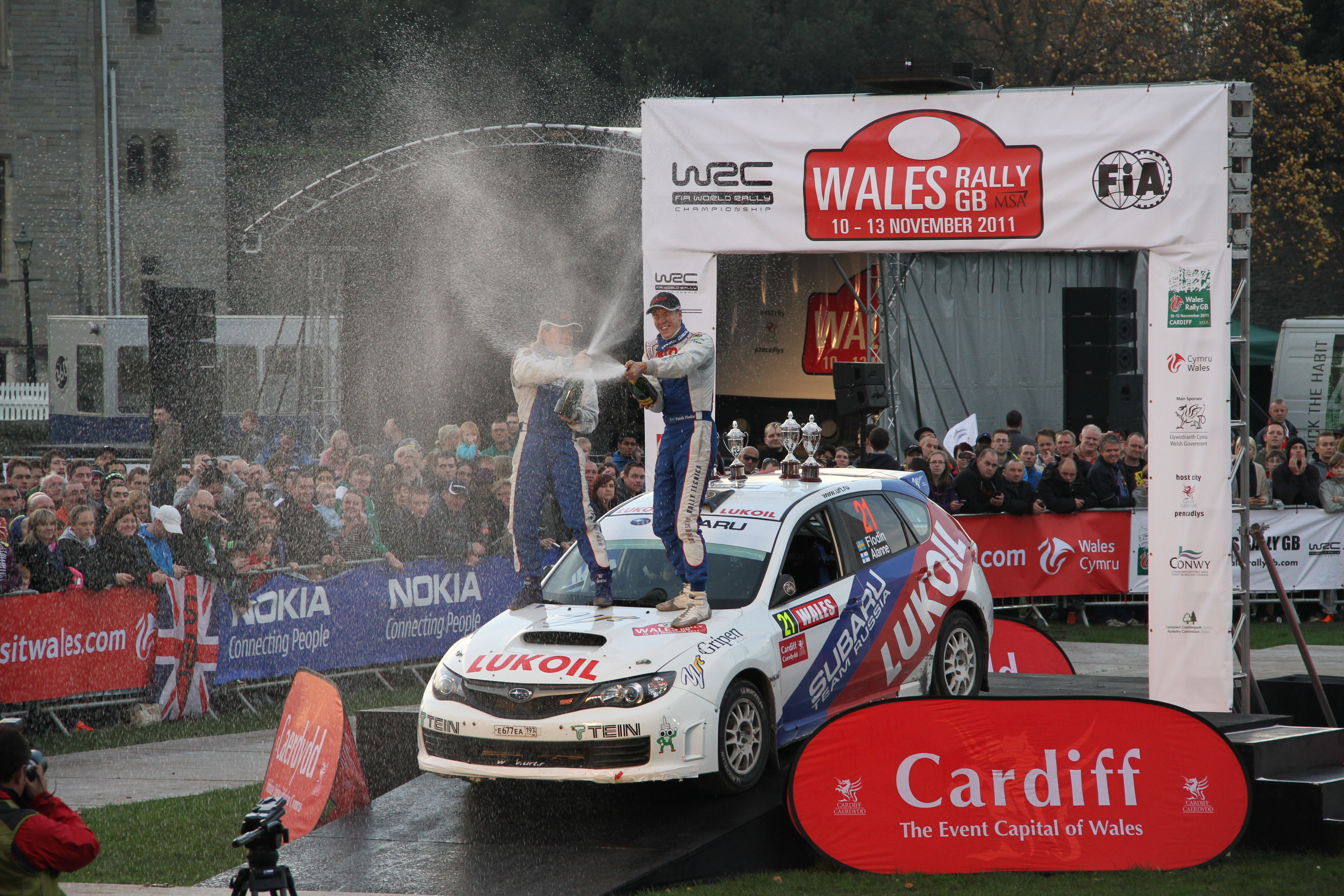
Flodin efter Wales Rally GB 2011.

Patrik Flodin, född 16 augusti 1984, är en svensk rallyförare från Ilsbo.
Han vann Rally-SM 2006 och har tävlat i produktionsbilsmästerskapet (Grupp N) i Rally-VM.
Flodin tog även hem guldet i Rally-SM 2018 i klassen Trimmat 2WD trots att han bröt de två första deltävlingarna .
2019 Kör Flodin Skoda Fabia R5 i SM 
2019 års säsong blev en succé där han vann guld redan i näst sista deltävlingen i Linköping !